# Pachycara microcephalum
Pachycara microcephalum és una espècie de peix de la família dels zoàrcids i de l'ordre dels perciformes.

## Morfologia
- Les femelles poden assolir 7,7 cm de longitud total.
- Nombre de vèrtebres: 93.[4]

## Hàbitat
És un peix marí i d'aigües profundes que viu entre 1.462-1.505 m de fondària.

## Distribució geogràfica
Es troba al sud-oest d'Islàndia.

## Observacions
És inofensiu per als humans.